# Крыло (авиационное формирование)
Крыло (англ. wing) — термин, используемый в военно-воздушных силах различных государств мира для формирования командования. 
Термины «крыло» и «группа» используются для разного размера формирований в разных государствах и видах вооружённых сил в пределах одной государства. В большинстве вооружённых сил в военной авиации, которые используют этот термин, крыло — это сравнительно крупное авиационное формирование. В странах Содружества крыло, как правило, состоит из трёх эскадрилий, несколько крыльев образуют группу (около 10 эскадрилий). Каждая эскадрилья содержит около 20 самолётов.
| ВВС Великобритании и ВМС США | ВВС США и Корпус морской пехоты США | ВВС Канады          | Уровень звания генерала или командира Код НАТО |
| ---------------------------- | ----------------------------------- | ------------------- | ---------------------------------------------- |
| Группа                       | Крыло                               | Авиационная дивизия | OF-6 или OF-7                                  |
| Крыло                        | Группа                              | Крыло               | OF-4 или OF-5                                  |
| Эскадрилья                   | Эскадрилья                          | Эскадрилья          | OF-3 или OF-4                                  |
| Звено                        | Звено                               | Звено               | OF-2                                           |

## Структура
Организационная структура крыла, как правило, включает в себя штаб, командный пункт и три авиационные эскадрильи самолётов. В каждой эскадрилье обычно имеется от 18 до 24 самолётов. Также в состав крыла могут входить учебно-тренировочные эскадрильи.
Авиационные крылья именуются в зависимости от назначения и типов самолётов, состоящих на основном вооружении крыла. Крылья бывают следующих наименований:
- В стратегической авиации — тяжёлые, среднебомбардировочные, разведывательные и заправочные крылья.
- В тактической авиации — истребительные, тактическо-истребительные, разведывательные, транспортные и истребительно-бомбардировочные крылья.
- В транспортной авиации — стратегические транспортные, тактические транспортные, транспортно-медицинские и метеоразведывательные крылья.
- В авиации ВМС:

- наземного базирования — крылья дальнего радиолокационного обнаружения.
- авианосной — ударные, радиолокационного обнаружения, радиопротиводействия и заправочные крылья.

## В военно-воздушных силах различных стран
Крылья в военно-воздушных силах вооружённых сил государств представлены в:

### Великобритании
При создании в 1912 году британский Королевский лётный корпус предназначался для объединённых сил британской армии и королевского военно-морского флота. Учитывая соперничество, существовавшее между армией и военно-морским флотом, новая терминология была использована для того, чтобы избежать маркировки корпуса в армейский или флотский этос. Так как термин «крыло» был использован в кавалерии, он стал преобладающим. Соответственно, слово «крыло», с его намёком на полёт, было выбрано как термин подразделения, и корпус был разделён на «армейское крыло» и «морское крыло». Каждое крыло состояло из нескольких эскадрилий (термин «эскадрилья» уже использовался в армии и военно-морском флоте).
В 1914 году морское крыло стало Королевской военно-морской авиационной службой, и получило независимость от Королевского лётного корпуса. В 1915 году Королевский лётный корпус был значительно расширен, и было признано необходимым создать подразделения, которые будут управлять двумя или более эскадрильями; термин «крыло» был повторно использован для этих новых подразделений.
Королевский лётный корпус слился с Королевской военно-морской авиационной службой в 1918 году, создав Королевские военно-воздушные силы.

### Содружества наций
В большинстве военно-воздушных сил стран Содружества, а также некоторых других, крыло, как правило, состоит из трёх или четырёх эскадрилий. В этих военно-воздушных силах крыло уступает авиационной группе. Первоначально все крылья были, как правило, под командованием командующего крыла (соответствует подполковнику). Начиная с Второй мировой войны и далее, воздушным крылом, как правило, командовал полковник авиации (соответствует полковнику), в то время как наземные крылья по-прежнему были под командованием командующих крылом.
Крыло может также использоваться для не-летающих формирований, таких как пехотные силы полка Королевских военно-воздушных сил, (в которых крыло приравнивается к батальону). Кроме того административно базы Королевских военно-воздушных сил называются крыльями.
Ботсваны
В вооружённых силах Ботсваны военно-воздушные силы страны называются Авиационное крыло сил самообороны Ботсваны.

### Канады
До объединения Канадских вооружённых сил в 1968 году Королевские военно-воздушных силы Канады следовали британской модели. Современные Королевские ВВС Канады являются примером военно-воздушных сил Содружества, которые не следуют британской модели. Размер крыла (базы) соответствует американскому крылу; он сильно варьируется и персонал может быть численностью в тысячи служащих.
В 1990-е годы Авиационное командование Канады (так назывались Королевские ВВС Канады в 1968—2011 годы) изменили структуру своих баз, находящихся под их контролем, объявив их крыльями под общим контролем 1-й Канадской авиационной дивизии на базе «Виннипег» (в настоящее время в состав 1-й Канадской авиационной дивизии входят 11 из 13 крыльев, оставшиеся два крыла входят во 2-ю Канадскую авиационную дивизию). Командующий базы стал командующим крыла.

### США

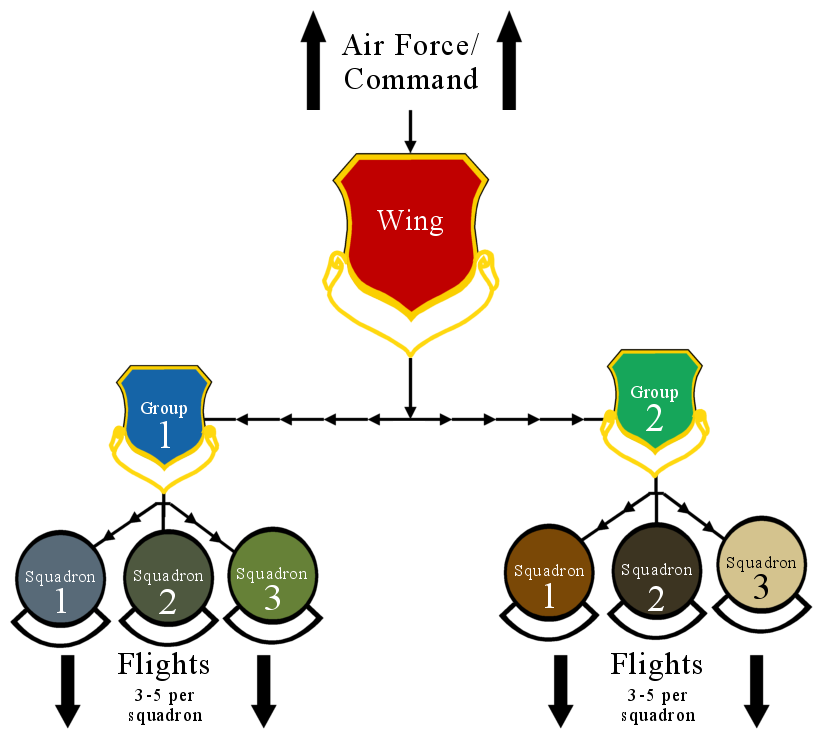
Схема организационной структуры типового крыла ВВС США.

В Военно-воздушных силах США крыло организационно стоит на одну ступень ниже воздушных армий и является основным организационным и тактическим формированием. Большинством крыльев ВВС США командуют полковники, но некоторые из них под командованием бригадных генералов. Крылья ВВС США построены так, чтобы выполнить боевое задание силами базы, и состоят из штаба и четырёх групп: оперативная группа, ремонтная группа, медицинская группа и группа обеспечения миссии. Такое крыло называют Группировкой боевого крыла и сопоставимо с бригадой в армии США.
В практике Военно-воздушных сил США, военная организация выше эскадрильи (группа, крыло, дивизия,  командование, воздушная армия) является учреждением власти, в то время как эскадрильи и ниже (эскадрильи, звено, отряд) являются войсковой частью.
В ВВС США имеются следующие крылья:
- В активных боевых частях — 57 основных крыльев, 8 космических крыльев и 55 вспомогательных крыльев.
- В Командовании резерва ВВС США — 35 основных крыльев и 1 космическое крыло
- В ВВС Национальной гвардии США — 87 крыльев.

Военно-морские силы США используют британскую структуру в том, что крыло является административным формированием, командующим двумя и более эскадрилий самолётов, которые базируются на суше. Крылья могут объединяться в группу. Крыло палубной авиации состоит из нескольких эскадрилий и является оперативным формированием, которое базируется на авианосце. Группами ВМС США командуют контр-адмиралы, а крыльями ВМС США командуют капитаны 1-го ранга.
В Корпусе морской пехоты США крыло — общее командование, состоящее из не менее двух Групп авиации морской пехоты, из Группы управления авиацией морской пехоты и Штабной эскадрильи крыла морской пехоты. Соответствует дивизии по размеру, поэтому командующий крыла морской пехоты, как правило, генерал-майор.
В Патруле гражданской авиации 52 крыла (по числу штатов США плюс Вашингтон, округ Колумбия и Пуэрто-Рико). Каждое крыло контролирует отдельные группы и эскадрильи, которые являются основными оперативными подразделениями организации.

### Израиля
В Военно-воздушных силах Израиля крылом (ивр. כנף‎) называется такая авиабаза, на которой размещаются только эскадрильи самолётов и их поддержки, в отличие от авиабаз (ивр. בח"א‎), на которых размещены также и другие виды формирований (например подразделения связи, оборудования или информации), которые не занимаются непосредственно полётами.

### Японии
В Воздушных силах самообороны Японии крыло является одним из образующих формирований. Как правило, крыло находится в составе одного из Авиационных командований и стоит на одну ступеньку ниже него в организационной структуре. 
В Воздушных силах самообороны Японии крылья имеют названия:
- Истребительное авиационное крыло
- Крыло обнаружения и управления
- Поисково-спасательное крыло
- Учебно-боевое крыло

## Эквиваленты в других странах
Большинство военно-воздушные сил других западных стран имеют тенденцию следовать номенклатуре ВВС США, с эскадрильями, входящими непосредственно в авиационную группу. Выше группы однако, военно-воздушные силы некоторых стран имеют отличные термины, которые соответствуют крылу ВВС США. Например: эскадра в германских Люфтваффе; полк в России; стая (итал. stormo) в ВВС Италии, и эскадра (фр. escadre) в ВВС Франции перед Первой мировой войной, эскадра (фр. escadre) является также официальным французским переводом крыла в современных Королевских военно-воздушных силах Канады.